# Michaël Maria
Pour les articles homonymes, voir Maria.
Michaël Madionis Mateo Maria, abrégé Michaël Maria, né le 31 janvier 1995 à Kerkrade aux Pays-Bas, est un footballeur international curacien. Il joue au poste de milieu de terrain.

## Carrière

### En club
Michaël Maria joue son premier match avec l'équipe première du VfL Bochum le 21 février 2015 lors d'un match contre Karlsruher. Il quitte le club à la fin de la saison 2015-2016.

### En sélection
Il honore sa première sélection internationale le 27 mars 2015 lors d'une rencontre contre Montserrat.

## Statistiques
| Saison                | Club                  | Championnat           | Championnat | Championnat | Coupe(s) nationale(s) | Coupe(s) nationale(s) | Curaçao | Curaçao | Total | Total |
| Saison                | Club                  | Division              | M.          | B.          | M.                    | B.                    | M.      | B.      | M.    | B.    |
| 2014-2015             | VfL Bochum rés.       | Regionalliga West     | 19          | 2           | -                     | -                     | 3       | 0       | 22    | 2     |
| 2015-2016             | VfL Bochum            | 2. Bundesliga         | 9           | 0           | 0                     | 0                     | 4       | 0       | 13    | 0     |
| Total sur la carrière | Total sur la carrière | Total sur la carrière | 28          | 2           | 0                     | 0                     | 7       | 0       | 35    | 2     |

## Palmarès
Avec la sélection de Curaçao
- Coupe caribéenne des nations (1) :
  - Vainqueur en 2017.